# Dicranella obscura
Dicranella obscura là một loài rêu trong họ Dicranaceae. Loài này được Sull. & Lesq. mô tả khoa học đầu tiên năm 1859.